# Hippokratova přísaha

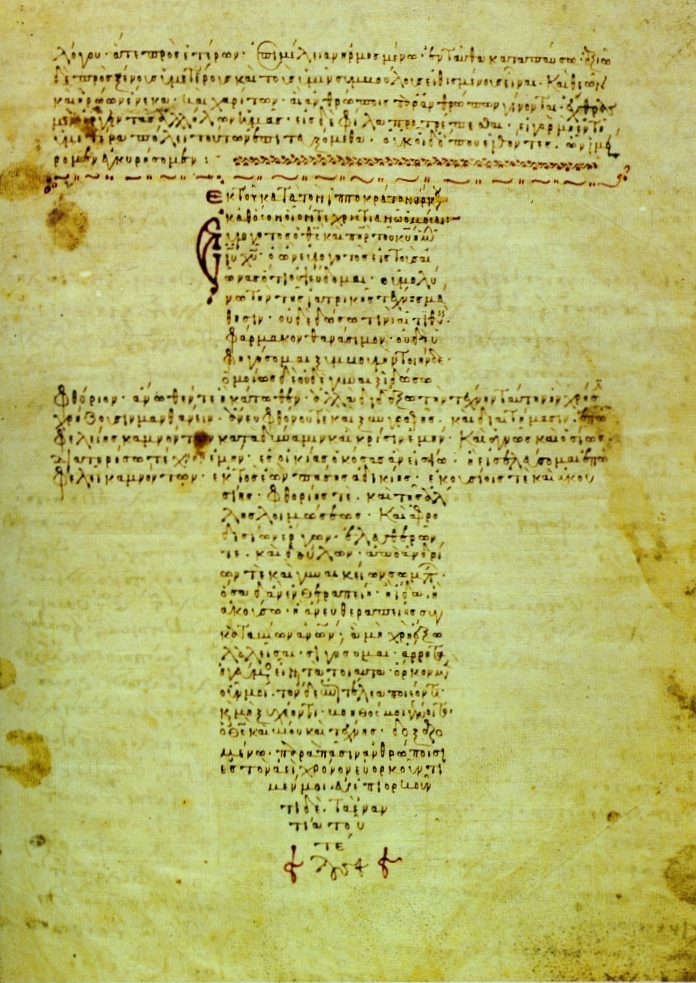
Hippokratova přísaha na byzantském svitku ze 12. století vepsáno do tvaru kříže

Hippokratova přísaha byla v minulosti přísaha skládaná lékaři, která obsahovala základní etické principy jejich povolání. Je tradičně připisována Hippokratovi nebo některému z jeho žáků, ale její postoje mohly mít kořeny i v učení Pythagorejců. Přísahy skládané lékaři v současnosti se od ní liší v rámci jednotlivých zemí, či dokonce i mezi jednotlivými lékařskými školami. Bývá například vypuštěno odvolávání se na bohy, slib o vyučování lékařství pouze mužům a také části, které lékaři zakazují vyvolat potrat a provádět eutanazii.

## Text přísahy
Přísahám a volám Apollóna lékaře a Asklépia a Hygieiu a Panakeiu a všechny bohy a bohyně za svědky, že budu tuto smlouvu a přísahu dle svých možností a dle svého svědomí dodržovat.

Toho, kdo mě naučil umění lékařskému, budu si vážit jako svých rodičů a budu ho ze svého zajištění podporovat. Když se dostane do nouze, dám mu ze svého, stejně jako i jeho potomkům dám a budou pro mne jako moji bratři. Pokud po znalosti tohoto umění (lékařského) zatouží, budu je vyučovat zdarma a bez smlouvy. Seznámím své syny a syny svého učitele a všechny ustanovené a na lékařský mrav přísahající s předpisy, přednáškami a se všemi ostatními radami. Jinak však s nimi neseznámím nikoho dalšího.
Lékařské úkony budu konat v zájmu a ve prospěch nemocného, dle svých schopností a svého úsudku. Vystříhám se všeho, co by bylo ke škodě a co by nebylo správné.
Nepodám nikomu smrtící prostředek, ani kdyby mne o to kdokoli požádal, a nikomu také nebudu radit (jak zemřít). Žádné ženě nedám prostředek k vyhnání plodu.
Svůj život uchovám v čistotě a bohabojnosti, stejně tak i své lékařské umění.
Nebudu (lidské tělo) řezat, ani ty, co trpí kameny, a tento zákrok přenechám mužům, kteří takovéto řemeslo provádějí.
Do všech domů, kam vstoupím, budu vstupovat ve prospěch nemocného, zbaven každého vědomého bezpráví a každého zlého činu. Zvláště se vystříhám pohlavního zneužití žen i mužů, svobodných i otroků.
Cokoli, co při léčbě i mimo svou praxi ve styku s lidmi uvidím a uslyším, co se nesmí sdělit, to zamlčím a uchovám v tajnosti.

Když tuto přísahu dodržím a neporuším, nechť ve svém životě i ve svém umění skromně dopředu postoupím. Tak získám si vážnost všech lidí po všechny ty časy. Když ale zákazy přestoupím a přísahu poruším, nechť stane se pravý opak.